# Ensec Solutions Hong Kong Limited
Ensec Solutions Hong Kong Limited（簡稱Ensec Solutions； 保安公司牌照（第III類）編號：1351），成立於2008年，總部設於香港，是一家保安系統服務公司。

## 發展歷程
2010年，在澳門成立 Ensec Macau, Limitada。
2012年，在上海成立 Ensec Solutions (Shanghai) Limited。
2016年，在深圳設立第二個辦公室，名為 Ensec Solutions (Shenzhen) Limited。

## 企業活動
在2014年佔領運動其間，被香港媒體明報和香港經濟日報邀請加入對佔領運動在保安系統方面的討論。同年，亦被A&S ASIA雜誌邀請加入討論多功能商業建築解決方案和如何增強地鐵安全緊急管理。近年，亦獲邀接受不同報章訪問，如信報、南華早報等。
在2014年成立企業義工隊
，於2014年至2024年參與香港傷殘青年協會舉辦的「『健障行』慈善步行樂」活動，並在2022年成為獅子會『健障行』 共融十周年慈善步行樂活動的籌款機構。

## 獎項及認證

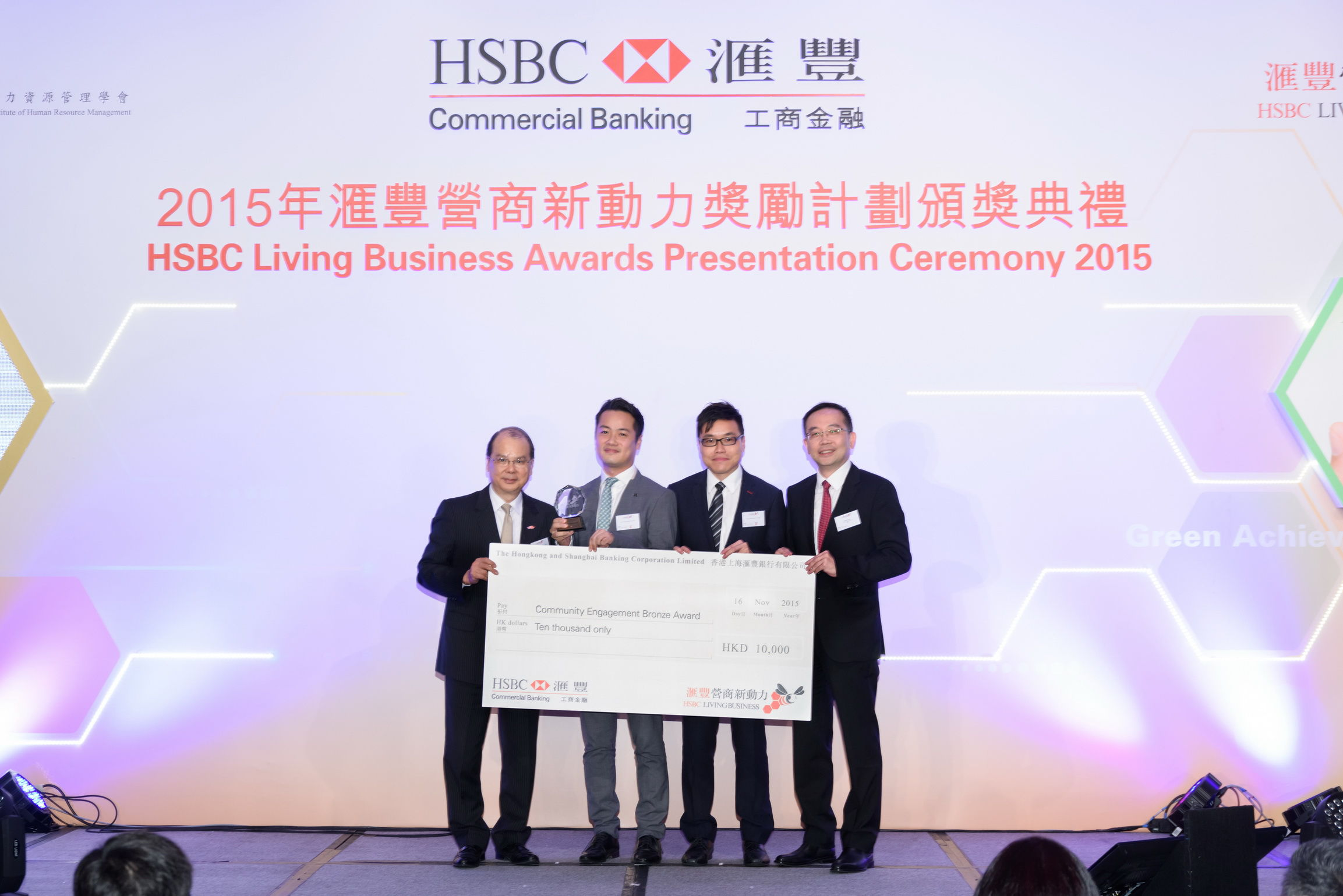
勞工及福利局局長張建宗先生(最左)及滙豐銀行中小企業主管陳慶耀先生(最右)向 Ensec Solutions 頒發「社區參與」銅獎

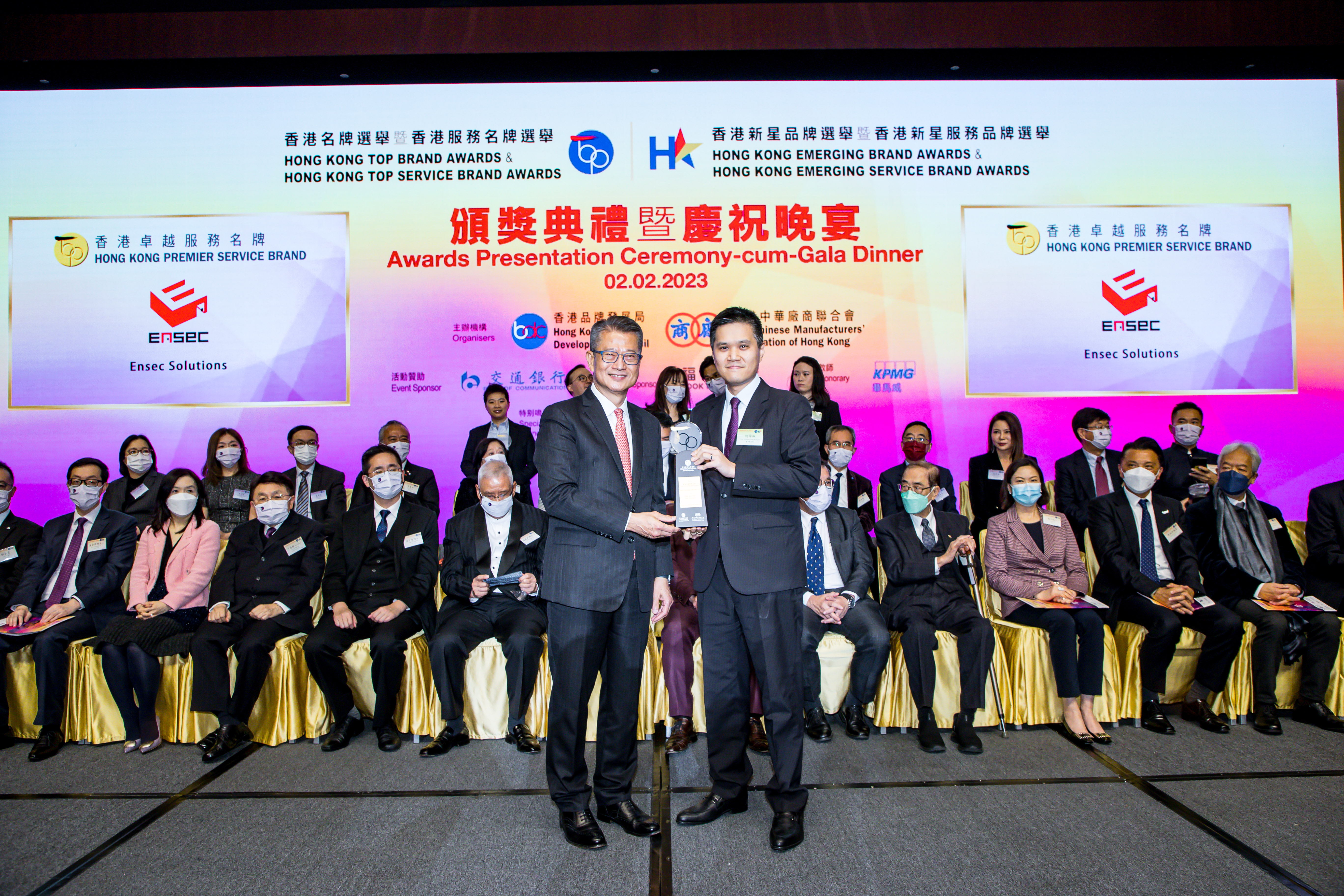
香港特區政府財政司司長陳茂波先生 (左) 向 Ensec Solutions 創辦人何焯楓先生頒發「香港卓越服務名牌」獎項。

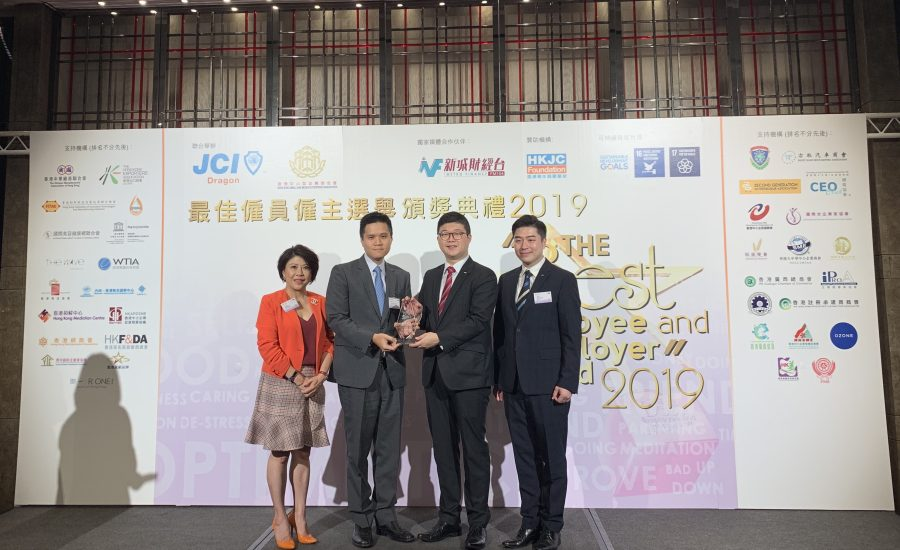
騰龍青年商會及香港中小型企業聯合會向 Ensec Solutions 頒發頒發「最佳僱主」

- 2013年：由香港青年協會主辦，滙豐工商金融頒發「滙豐青年創業大獎」優異獎[15][16]
- 2014年：由香港品牌發展局頒發「香港新星服務品牌」
- 2015年：由滙豐銀行頒發「滙豐營商新動力」- 社區參與獎 (銅獎)
- 2016 - 2019年：由騰龍青年商會及香港中小型企業聯合會頒發「最佳僱主」[17]
- 2017 - 2021年：由香港品牌發展局頒發「香港服務名牌」
- 2019年：由香港中小型企業總商會頒發「最佳中小企業獎」
- 2021年：由香港管理專業協會頒發「HKMA 優質管理獎」
- 2022年：由香港品牌發展局頒發「香港卓越服務名牌」[18]。
- 2024年：由僱員再培訓局嘉許為「人才企業」[19]。

## 外部連結
- 官方网站
- 官方Facebook
- 官方Instagram
- 官方Linkedin
- 官方Youtube （页面存档备份，存于）